# Зенгин, Эркан
Эркан Зенгин (швед. и тур. Erkan Zengin; род. 5 августа 1985[…], Кулу, Конья) — шведский футболист турецкого происхождения, вингер клуба «Сегельторпс». Участник чемпионата Европы 2016 года.
Родители Зенгина — турки. Они переехали в Швецию вскоре после рождения Эркана. Он выступал за юношескую сборную Турции, но затем решил выбрать Швецию.

## Клубная карьера

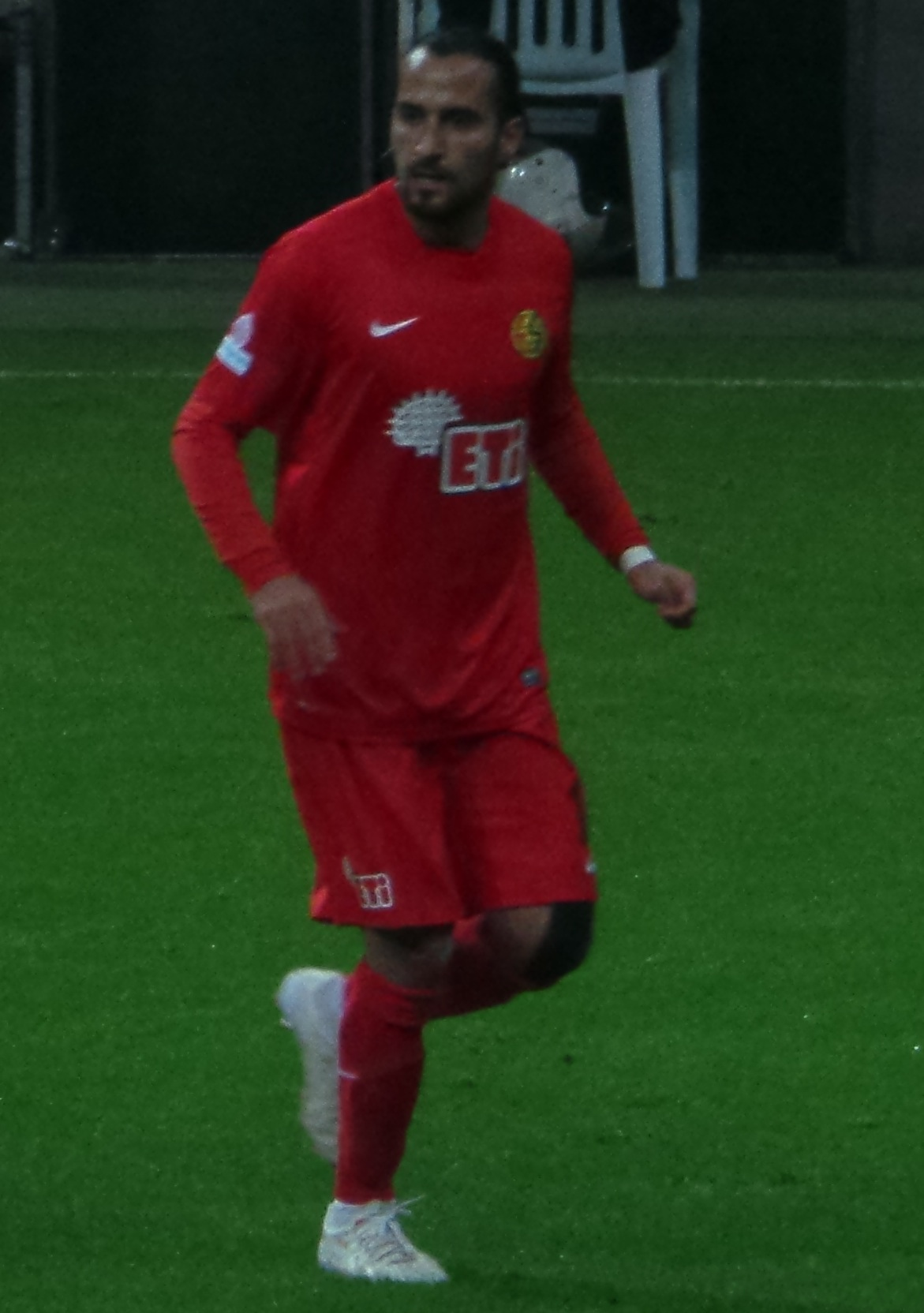
Зенгин в составе «Эскишехирспора»

Зенгин — воспитанник клуба «Хаммарбю». В 2004 году в матче против «Мальмё» он дебютировал в Аллсвенскан лиге. После нескольких сезонов Эркан был переведён из центра полузащиты на фланг, но, несмотря на смену позиции, он также может сыграть и в центре.
В 2009 году Зенгин на правах полугодовой аренды перешёл в турецкий «Бешикташ». 15 февраля в матче против «Трабзонспора» он дебютировал в турецкой Суперлиге. Зенгин стал чемпионом и обладателем Кубка Турции в составе «Бешикташа». Летом трансфер Эркана был выкуплен за 400 тыс. евро, несмотря на то, что он сыграл всего два матча. В следующем сезоне Зенгин не выходил на поле из-за высокой конкуренции.
Зимой 2010 года он перешёл в «Эскишехирспор» на правах аренды для получения игровой практики. 23 января в матче против «Манисаспора» Зенгин дебютировал за новый клуб. 14 февраля в поединке против «Антальяспора» он забил свой первый гол в чемпионате Турции. Летом того же года «Эскишехирспор» выкупил трансфер Зенгина. В 2013 году в пятью мячами Эркин стал лучшим бомбардиром национального кубка. В начале 2015 года Зенгин перешёл в «Трабзонспор». 23 января в матче против «Сивасспора» он дебютировал за новую команду. 15 августа в поединке против «Бурсаспора» Эркан забил свой первый гол за «Трабзонпсор». В 2016 году Зенгин вернулся в «Эксишехирспор». В начале 2018 года он присоединился к своей первой команде «Хаммарбю». Летом того же года Эркан стал игроком клуба Второго дивизиона Турции «Фатих Карагюмрюк».

## Международная карьера
26 марта 2013 года в товарищеском матче против сборной Словакии Зенгин дебютировал за сборную Швеции. 8 сентября 2014 года в отборочном матче чемпионата Европы 2016 против сборной Австрии Эркан забил свой первый гол за национальную команду.
Летом 2016 года Зенгин попал в заявку сборной на участие в чемпионате Европы во Франции. На турнире он сыграл в матче против команды Бельгии. После Евро 2016 отказался играть за сборную.

### Голы за сборную Швеции
| #   | Дата            | Место                        | Противник   | Счёт | Результат | Соревнование                       |
| --- | --------------- | ---------------------------- | ----------- | ---- | --------- | ---------------------------------- |
| 01. | 8 сентября 2014 | Эрнст Хаппель, Вена, Австрия | Австрия     | 1:1  | 1:1       | Чемпионат Европы 2016 квалификация |
| 02. | 12 октября 2014 | Френдс Арена, Сольна, Швеция | Лихтенштейн | 1:0  | 2:0       | Чемпионат Европы 2016 квалификация |
| 03. | 12 октября 2015 | Френдс Арена, Сольна, Швеция | Молдавия    | 2:0  | 2:0       | Чемпионат Европы 2016 квалификация |

## Достижения
Командные
 «Бешикташ»
- Чемпионат Турции по футболу — 2008/09
- Обладатель Кубка Турции — 2008/09